# Marcomanos
Os marcomanos eram uma tribo germânica com estreitas ligações aos suevos e que habitavam a região sul do rio Danúbio. As fontes romanas indicam que, no início da era cristã, as tribos marcomanas se estabeleceram na actual Boémia, depois de terem sido derrotadas por Nero Cláudio Druso, general do imperador romano Augusto.
No século II, os marcomanos, liderados por Balomar, federaram-se com outros povos, como os quados, os vândalos e os sármatas, para enfrentar o Império Romano. Sendo essencialmente guerreiros, os marcomanos empregavam mulheres em combates. Segundo relata Eutrópio, o imperador Marco Aurélio combateu esta "federação marcomana" durante três anos em torno da fortaleza de Carnunto, na Panónia.
Lutaram contra os romanos até a conclusão da paz à época de Cómodo. Na era das grandes migrações germânicas, os marcomanos dividiram-se em vários ramos, tendo um deles acompanhado os suevos no seu trajecto até à Península Ibérica onde, junto com os quados e os búrios, se estabeleceram na Galécia romana (actual Galiza e norte de Portugal) como federados, onde Hermerico fundou o reino suevo da Galécia. Bracara Augusta (a actual cidade de Braga em Portugal), antiga capital da Galécia romana, tornou-se a capital do reino suevo.
Reis dos Marcomanos
- Marobóduo, c. 9 a.C. – 18 d.C.[3]
- Catualda, 18 – 20[3]
- Vânio, 20 – c. 50[4]
- Vangião e Sidão, c. 50 –?[5]
- Balomar, c. 166? – 172 ou 178?
- Átalo, c. 260 – 262
- Fritigil, meados do século IV, rainha